# AT&S
Austria Technologie & Systemtechnik AG, abreviado AT&S, es un líder mundial en fabricación de PCB. Uno de sus puntos fuertes, entre otros, es la tecnología HDI-Microvia. AT&S es un proveedor importante para la rama de radio móvil, electrónica del automóvil, electrónica industrial y tecnología para medicina.

## Estructura
La Central del grupo está Leoben en Estiria (Austria), y la oficina principal en Viena. AT&S tiene en Austria actualmente tres fábricas (Leoben, Fehring y Klagenfurt), otros centros en India (Nanjangud cerca de Maisuru), China (Shanghái) y Corea (Ansan cerca de Seúl). En Nörvenich, Colonia, se encuentra un centro de venta propia, centro de servicio y centro de logística; en Bangalore (India) y en Nörvenich, además, un centro de diseño de placas conductoras. Además, existen por todo el mundo numerosos establecimientos de ventas (Australia, China, Alemania, Francia, Hong Kong, India, Irlanda, Japón, Austria, España, Corea del Sur, Checa, Hungría, EE.UU.).

## Historia
La empresa apareció en 1987 de la fusión de tres empresas parciales creadas en los años 1970: La sede social de "Körting electrónica" en Fehring (placas para televisión), una segunda planta en Fohnsdorf y otra sede en Leoben, en una subsidiaria de Voestalpine, y desde 1990 con E+E Leiterplattenholding como una casa matriz. La empresa privatizó en noviembre de 1994 el holding estatal ÖIAG. Después de la venta al sindicato del licitante Androsch/Dörflinger/Zoidl, se convirtió en 1995 en una sociedad anónima.
Desde 1999 AT&S cotiza en la bolsa alemana y desde marzo de 2003, está catalogada en el TecDAX.
En el año 2000 se abrió un nuevo Centro Logístico en Nörvenich en Alemania. En el mismo año también se introdujo gradualmente la producción en la planta recién construida Leoben-Hinterberg II.
En 2001 se cerró la planta de AT&S en Augsburgo.
En 2002 empezó la producción en la nueva planta en Shanghái, en China. A la vez, se estableció entre las 3 primeras empresas en el área de HDI/Microvia por todo el mundo. Desde 2002, AT&S es proveedor mundial para Nokia y Siemens.
Su punto fuerte en 2003 era la concentración sobre tres divisiones: telecomunicaciones, coches, ingeniería industrial y tecnología de medicina y la ofensiva de Asia, la inversión en India.
En 2004, el edificio del trabajo II fue decidido en Shanghái. AT&S podría ser proveedor en 2004 de Sony Ericsson und Motorola. La especialización de trabajos en Fohnsdorf (circuitos integrados flexibles semirrígidos, FPC) y Fehring (circuitos integrados flexibles).
En 2005 comenzaba el Proyecto AT&TACK: la orientación del cliente en el mercado europeo, concentración sobre las áreas de tecnología de Medicina y electrónica industrial. Willi Dörflinger fue presidente del Consejo Ejecutivo creando un nuevo equipo de dirección; Harald Sommerer (Director financiero), Steen Hansen (CFO) y Heinz Moitzi (CTO).
En 2006 se abrió la segunda planta en Shanghái y se cerró la fábrica en Fohnsdorf y se fusionaron los trabajos en Leoben (HDI y Operaciones SPP). Sony fue adquirida como un nuevo cliente. Posteriormente se adquirió la firma coreana Tofic Co Ltd., fabricante de placas conductoras flexibles.
En 2007 comienza el despegue de la tercera planta en Shanghái.

## Datos
La empresa emplea en todo el mundo aproximadamente 6.000 trabajadores. El volumen de ventas durante el período económico 2006/2007 fue de 467 millones de euros. 